# Robert G. Harrington
Robert G. Harrington (* 3. Dezember 1904 in Salamanca, Cattaraugus County, New York; † 15. Juni 1987 in Pasadena, Kalifornien) war ein US-amerikanischer Astronom.
Robert G. Harrington ist Mitentdecker mehrerer Kometen, darunter 43P/Wolf-Harrington, 51P/Harrington, 52P/Harrington-Abell und 107P/Wilson-Harrington. Zusammen mit Fritz Zwicky hat er den Kugelsternhaufen Palomar 12 entdeckt.
Robert G. Harrington ist nicht mit Robert Sutton Harrington (1942–1993) zu verwechseln, der ebenfalls Astronom war, aber später wirkte und am United States Naval Observatory wirkte, während Robert G. Harrington am Palomar Observatory tätig war. Der Asteroid (3216) Harrington wurde nicht nach Robert G. Harrington, sondern nach Robert Sutton Harrington benannt.